# Sucre (Portuguesa)
Sucre is een gemeente in de Venezolaanse staat Portuguesa. De gemeente telt 47.400 inwoners. De hoofdplaats is Biscucuy.